# Kirke Sonnerup
Kirke Sonnerup – miasto w Danii, w regionie Zelandia, w gminie Lejre.